# European Championships 2018/Teilnehmer (Dänemark)
| Gelbes Symbol für Goldmedaillen mit stilisierten Olympischen Ringen | Graues Symbol für Silbermedaillen mit stilisierten Olympischen Ringen | Braundes Symbol für Bronzemedaillen mit stilisierten Olympischen Ringen |
| ------------------------------------------------------------------- | --------------------------------------------------------------------- | ----------------------------------------------------------------------- |
| 1                                                                   | 4                                                                     | 2                                                                       |

Dänemark nahm an den European Championships 2018 mit insgesamt 80 Athleten und Athletinnen teil.

## Medaillen

### Medaillenspiegel
| Rang   | Sportart        | Goldmedaille – Olympiasieger | Silbermedaille – 2. Platz | Bronzemedaille – 3. Platz | Gesamt |
| ------ | --------------- | ---------------------------- | ------------------------- | ------------------------- | ------ |
| 1      | Radsport (Bahn) | 1                            | —                         | 1                         | 2      |
| 2      | Schwimmen       | —                            | 3                         | 1                         | 4      |
| 3      | Radsport (BMX)  | —                            | 1                         | —                         | 1      |
| Gesamt | Gesamt          | 1                            | 4                         | 2                         | 7      |

### Medaillengewinner

#### Gold
| Name                         | Sportart        | Wettkampf                |
| ---------------------------- | --------------- | ------------------------ |
| Amalie Dideriksen Julie Leth | Radsport (Bahn) | Zweier-Mannschaftsfahren |

#### Silber
| Name                                                                        | Sportart       | Wettkampf               |
| --------------------------------------------------------------------------- | -------------- | ----------------------- |
| Simone Christensen                                                          | Radsport (BMX) | Race                    |
| Pernille Blume                                                              | Schwimmen      | 50 m Freistil           |
| Emilie Beckmann                                                             | Schwimmen      | 50 m Schmetterling      |
| Emilie Beckmann Pernille Blume Mie Østergaard Nielsen Rikke Møller Pedersen | Schwimmen      | 4 × 100-m-Lagen-Staffel |

#### Bronze
| Name | Sportart        | Wettkampf                  |
| --- | --------------- | -------------------------- |
| Casper von Folsach                                                                                        | Radsport (Bahn) | Omnium                     |
| Signe Bro Julie Kepp Jensen Mie Østergaard Nielsen Emily Gantriis (im Vorlauf) Pernille Blume (im Finale) | Schwimmen       | 4 × 100-m-Freistil-Staffel |

## Teilnehmer nach Sportarten

### Golf
| Athleten                             | Wettbewerb     | Gruppenphase                      | Gruppenphase | Halbfinale    | Halbfinale    | Finale        | Finale        | Rang |
| Athleten                             | Wettbewerb     | Gegner                            | Ergebnis     | Zeit          | Rang          | Zeit          | Rang          | Rang |
| ------------------------------------ | -------------- | --------------------------------- | ------------ | ------------- | ------------- | ------------- | ------------- | ---- |
| Männer                               |                |                                   |              |               |               |               |               |      |
| Martin Ovesen Niklas Nørgaard Møller | Teamwettbewerb | Adrian Meronk / Mateusz Gradecki  | 1UP          | ausgeschieden | ausgeschieden | ausgeschieden | ausgeschieden | 10   |
| Martin Ovesen Niklas Nørgaard Møller | Teamwettbewerb | Ricardo Santos / José-Filipe Lima | 1&2          | ausgeschieden | ausgeschieden | ausgeschieden | ausgeschieden | 10   |
| Martin Ovesen Niklas Nørgaard Møller | Teamwettbewerb | Pedro Oriol / Scott Fernandez     | 3&4          | ausgeschieden | ausgeschieden | ausgeschieden | ausgeschieden | 10   |

### Leichtathletik
Laufen und Gehen 
| Athleten | Wettbewerb        | Vorlauf        | Vorlauf | Halbfinale | Halbfinale | Finale         | Finale        | Rang |
| Athleten | Wettbewerb        | Zeit           | Rang    | Zeit       | Rang       | Zeit           | Rang          | Rang |
| --- | ----------------- | -------------- | ------- | ---------- | ---------- | -------------- | ------------- | ---- |
| Frauen |                   |                |         |            |            |                |               |      |
| Sara Slott Petersen                                                                                         | 400 m Hürden      | –              | –       | 56,91 s    | 18         | ausgeschieden  | ausgeschieden | 18   |
| Anna Emilie Møller                                                                                          | 3000 m Hindernis  | 9:34,46 min SB | 8       | –          | –          | 9:31,66 min NR | 7             | 7    |
| Mette Graversgaard Ida Kathrine Karstoft Mathilde Kramer Louise Østergård Astrid Glenner-Frandsen (Reserve) | 4 × 100-m-Staffel | 44,09 s NR     | 11      | –          | –          | ausgeschieden  | ausgeschieden | 11   |
| Männer |                   |                |         |            |            |                |               |      |
| Ole Hesselbjerg                                                                                             | 3000 m Hindernis  | 8:30,44 min SB | 15      | –          | –          | 8:48,48 min    | 15            | 15   |
| Abdi Hakin Ulad                                                                                             | Marathon          | –              | –       | –          | –          | DNF            | DNF           | –    |

 Springen und Werfen 
| Athleten              | Wettbewerb | Qualifikation | Qualifikation | Finale        | Finale        | Rang |
| Athleten              | Wettbewerb | Weite/Höhe    | Rang          | Weite/Höhe    | Rang          | Rang |
| --------------------- | ---------- | ------------- | ------------- | ------------- | ------------- | ---- |
| Männer                |            |               |               |               |               |      |
| Jonas Kløjgård Jensen | Hochsprung | 2,16 m        | 20            | ausgeschieden | ausgeschieden | 20   |

### Radsport

#### Bahn
| Athleten                                                              | Wettbewerb            | Qualifikation | Qualifikation | Sechzehntelfinale | Sechzehntelfinale | Achtelfinale | Achtelfinale | Viertelfinale | Viertelfinale | Halbfinale    | Halbfinale    | Finals        | Finals        | Rang |
| Athleten                                                              | Wettbewerb            | Zeit          | Rang          | Zeit              | Rang              | Zeit         | Rang         | Zeit          | Rang          | Zeit          | Rang          | Zeit          | Rang          | Rang |
| --------------------------------------------------------------------- | --------------------- | ------------- | ------------- | ----------------- | ----------------- | ------------ | ------------ | ------------- | ------------- | ------------- | ------------- | ------------- | ------------- | ---- |
| Frauen                                                                |                       |               |               |                   |                   |              |              |               |               |               |               |               |               |      |
| Julie Leth                                                            | Einer-Verfolgung      | 3:38,328 min  | 10            | –                 | –                 | –            | –            | –             | –             | –             | –             | ausgeschieden | ausgeschieden | 10   |
| Trine Schmidt                                                         | Einer-Verfolgung      | 3:36,549 min  | 7             | –                 | –                 | –            | –            | –             | –             | –             | –             | ausgeschieden | ausgeschieden | 7    |
| Männer                                                                |                       |               |               |                   |                   |              |              |               |               |               |               |               |               |      |
| Oliver Frederiksen Matias Malmberg Rasmus Pedersen Casper von Folsach | Mannschaftsverfolgung | 4:06,124 min  | 10            | –                 | –                 | –            | –            | –             | –             | ausgeschieden | ausgeschieden | ausgeschieden | ausgeschieden | 10   |

Scratch und Ausscheidungsrennen
| Athleten      | Wettbewerb          | Rang |
| ------------- | ------------------- | ---- |
| Frauen        |                     |      |
| Trine Schmidt | Ausscheidungsrennen | 10   |
| Trine Schmidt | Scratch             | 6    |

Mehrkampf
| Athleten           | 250 m fliegend | 250 m fliegend | Punkte- fahren | Punkte- fahren | Ausscheidungsfahren | Ausscheidungsfahren | Scratch | Scratch | Punkte | Rang   |
| Athleten           | Punkte         | Rang           | Punkte         | Rang           | Punkte              | Rang                | Punkte  | Rang    | Punkte | Rang   |
| ------------------ | -------------- | -------------- | -------------- | -------------- | ------------------- | ------------------- | ------- | ------- | ------ | ------ |
| Omnium Frauen      |                |                |                |                |                     |                     |         |         |        |        |
| Amalie Dideriksen  | 22             | 10             | 12             | 12             | 30                  | 6                   | 26      | 8       | 81     | 10     |
| Omnium Männer      |                |                |                |                |                     |                     |         |         |        |        |
| Casper von Folsach | 30             | 6              | 27             | 4              | 26                  | 8                   | 30      | 6       | 113    | Bronze |

Punkterennen und Zweier-Mannschaftsfahren
| Athleten                              | Wettbewerb               | Qualifikation | Qualifikation | Finale | Finale | Rang |
| Athleten                              | Wettbewerb               | Punkte        | Rang          | Punkte | Rang   | Rang |
| ------------------------------------- | ------------------------ | ------------- | ------------- | ------ | ------ | ---- |
| Frauen                                |                          |               |               |        |        |      |
| Amalie Dideriksen                     | Punkterennen             | –             | –             | 8      | 13     | 13   |
| Amalie Dideriksen Julie Leth          | Zweier-Mannschaftsfahren | –             | –             | 42     | 1      | Gold |
| Männer                                |                          |               |               |        |        |      |
| Matias Malmberg                       | Punkterennen             | –             | –             | 13     | 13     | 13   |
| Oliver Frederiksen Casper von Folsach | Zweier-Mannschaftsfahren | 11            | 5             | 4      | 9      | 9    |

#### Straße
| Athleten                  | Wettbewerb    | Zeit         | Rang |
| ------------------------- | ------------- | ------------ | ---- |
| Frauen                    |               |              |      |
| Rikke Lønne               | Straßenrennen | 3:32:02 h    | 38   |
| Rikke Lønne               | Zeitfahren    | 44:39 min    | 13   |
| Christina Siggaard        | Straßenrennen | 3:28:15 h    | 6    |
| Pernille Mathiesen        | Straßenrennen | 3:32:02 h    | 56   |
| Pernille Mathiesen        | Zeitfahren    | 43:48 min    | 5    |
| Louise Norman             | Straßenrennen | DNF          | DNF  |
| Frauen                    |               |              |      |
| Kasper Asgreen            | Straßenrennen | 5:52:34 h    | 26   |
| Lasse Norman Hansen       | Straßenrennen | DNF          | DNF  |
| Alexander Kamp            | Straßenrennen | DNF          | DNF  |
| Martin Toft Madsen        | Zeitfahren    | 54:45,10 min | 11   |
| Michael Mørkøv            | Straßenrennen | 5:52:34 h    | 18   |
| Magnus Cort Nielsen       | Straßenrennen | DNF          | DNF  |
| Casper Pedersen           | Straßenrennen | DNF          | DNF  |
| Mads Pedersen             | Straßenrennen | DNF          | DNF  |
| Rasmus Christian Quaade   | Zeitfahren    | 54:34,28 min | 9    |
| Michael Carbel Svendgaard | Straßenrennen | DNF          | DNF  |

#### Mountainbike
| Athleten                  | Wettbewerb    | Zeit      | Rang |
| ------------------------- | ------------- | --------- | ---- |
| Männer                    |               |           |      |
| Sebastian Fini Carstensen | Cross-Country | 1:38,44 h | 35   |

#### BMX
| Athleten           | Wettbewerb | Vorlauf | Vorlauf | Sechzehntelfinale | Sechzehntelfinale | Achtelfinale  | Achtelfinale  | Viertelfinale | Viertelfinale | Halbfinale    | Halbfinale    | Finale        | Finale        | Rang   |
| Athleten           | Wettbewerb | Punkte  | Rang    | Zeit              | Rang              | Zeit          | Rang          | Zeit          | Rang          | Zeit          | Rang          | Zeit          | Rang          | Rang   |
| ------------------ | ---------- | ------- | ------- | ----------------- | ----------------- | ------------- | ------------- | ------------- | ------------- | ------------- | ------------- | ------------- | ------------- | ------ |
| Frauen             |            |         |         |                   |                   |               |               |               |               |               |               |               |               |        |
| Simone Christensen | Race       | 3       | 1       | ausgeschieden     | ausgeschieden     | ausgeschieden | ausgeschieden | ausgeschieden | ausgeschieden | 39,008 s      | 1             | 38,965 s      | 2             | Silber |
| Männer             |            |         |         |                   |                   |               |               |               |               |               |               |               |               |        |
| Kasper Olsson      | Race       | 13      | 5       | ausgeschieden     | ausgeschieden     | ausgeschieden | ausgeschieden | ausgeschieden | ausgeschieden | ausgeschieden | ausgeschieden | ausgeschieden | ausgeschieden | 43     |
| Jimmi Therkelsen   | Race       | 15      | 4       | 36,336 s          | 6                 | ausgeschieden | ausgeschieden | ausgeschieden | ausgeschieden | ausgeschieden | ausgeschieden | ausgeschieden | ausgeschieden | 22     |
| Andreas Wöhlk      | Race       | 15      | 5       | ausgeschieden     | ausgeschieden     | ausgeschieden | ausgeschieden | ausgeschieden | ausgeschieden | ausgeschieden | ausgeschieden | ausgeschieden | ausgeschieden | 46     |

### Rudern
| Athleten                                                        | Wettbewerb             | Vorlauf     | Vorlauf | Hoffnungslauf | Hoffnungslauf | Halbfinale | Halbfinale | Finale               | Finale | Rang |
| Athleten                                                        | Wettbewerb             | Zeit        | Rang    | Zeit          | Rang          | Zeit       | Rang       | Zeit                 | Rang   | Rang |
| --------------------------------------------------------------- | ---------------------- | ----------- | ------- | ------------- | ------------- | ---------- | ---------- | -------------------- | ------ | ---- |
| Frauen                                                          |                        |             |         |               |               |            |            |                      |        |      |
| Mette Petersen                                                  | Einer                  | 7:42,93 min | 3       | 7:41,82 min   | 1             | –          | –          | 7:50,82 min          | 6      | 6    |
| Silja Davidsen Tanja Ehlers Louise Lund Hansen Nikoline Laidlaw | Vierer ohne Steuerfrau | 6:54,87 min | 4       | 6:50,13 min   | 3             | –          | –          | B-Finale 6:54,56 min | 1      | 7    |
| Männer                                                          |                        |             |         |               |               |            |            |                      |        |      |
| Frank Steffensen                                                | Einer                  | 7:15,73 min | 6       | 7:03,92 min   | 5             | –          | –          | C-Finale 6:45,61 min | 4      | 16   |
| Sebastian Terp                                                  | Leichtgewichts-Einer   | 7:39,98 min | 4       | 7:24,63 min   | 5             | –          | –          | C-Finale 7:23,59 min | 2      | 14   |
| Christoffer Kruse Nick Larsen                                   | Zweier ohne Steuermann | 7:00,01 min | 5       | 6:53,09 min   | 5             | –          | –          | C-Finale 7:03,16 min | 2      | 14   |

### Schwimmen
| Athleten | Wettbewerb                 | Vorlauf      | Vorlauf | Halbfinale    | Halbfinale    | Finale        | Finale        | Rang   |
| Athleten | Wettbewerb                 | Zeit         | Rang    | Zeit          | Rang          | Zeit          | Rang          | Rang   |
| --- | -------------------------- | ------------ | ------- | ------------- | ------------- | ------------- | ------------- | ------ |
| Frauen |                            |              |         |               |               |               |               |        |
| Pernille Blume                                                                                              | 50 m Freistil              | 24,27 s      | 2       | 23,85 s CR    | 1             | 23,75 s       | 2             | Silber |
| Pernille Blume                                                                                              | 100 m Freistil             | 52,97 s      | 1       | 54,71 s       | 10            | ausgeschieden | ausgeschieden | 10     |
| Julie Kepp Jensen                                                                                           | 50 m Freistil              | 25,00 s      | 8       | 25,07 s       | 9             | ausgeschieden | ausgeschieden | 9      |
| Julie Kepp Jensen                                                                                           | 100 m Freistil             | 55,36 s      | 19      | ausgeschieden | ausgeschieden | ausgeschieden | ausgeschieden | 19     |
| Julie Kepp Jensen                                                                                           | 50 m Rücken                | 28,37 s      | 15      | 28,32 s       | 14            | ausgeschieden | ausgeschieden | 14     |
| Julie Kepp Jensen                                                                                           | 100 m Rücken               | 1:01,87 min  | 25      | ausgeschieden | ausgeschieden | ausgeschieden | ausgeschieden | 25     |
| Julie Kepp Jensen                                                                                           | 50 m Schmetterling         | 26,62 s      | 15      | 26,86 s       | 15            | ausgeschieden | ausgeschieden | 15     |
| Laura Glerup Jensen                                                                                         | 50 m Freistil              | 26,16 s      | 35      | ausgeschieden | ausgeschieden | ausgeschieden | ausgeschieden | 35     |
| Laura Glerup Jensen                                                                                         | 200 m Freistil             | 2:01,12 min  | 24      | ausgeschieden | ausgeschieden | ausgeschieden | ausgeschieden | 24     |
| Laura Glerup Jensen                                                                                         | 400 m Freistil             | 4:16,92 min  | 15      | ausgeschieden | ausgeschieden | ausgeschieden | ausgeschieden | 15     |
| Signe Bro                                                                                                   | 100 m Freistil             | 54,08 s      | 5       | 54,27 s       | 7             | 54,56 s       | 8             | 8      |
| Signe Bro                                                                                                   | 200 m Freistil             | 2:00,97 min  | 23      | ausgeschieden | ausgeschieden | ausgeschieden | ausgeschieden | 23     |
| Emily Gantriis                                                                                              | 100 m Freistil             | 56,09 s      | 28      | ausgeschieden | ausgeschieden | ausgeschieden | ausgeschieden | 28     |
| Emily Gantriis                                                                                              | 200 m Freistil             | 2:02,78 min  | 34      | ausgeschieden | ausgeschieden | ausgeschieden | ausgeschieden | 34     |
| Maria Grandt                                                                                                | 200 m Freistil             | 2:03,59 min  | 43      | ausgeschieden | ausgeschieden | ausgeschieden | ausgeschieden | 43     |
| Maria Grandt                                                                                                | 400 m Freistil             | 4:21,02 min  | 21      | ausgeschieden | ausgeschieden | ausgeschieden | ausgeschieden | 21     |
| Maria Grandt                                                                                                | 800 m Freistil             | 8:48,68 min  | 14      | –             | –             | ausgeschieden | ausgeschieden | 14     |
| Maria Grandt                                                                                                | 1500 m Freistil            | 16:54,92 min | 12      | –             | –             | ausgeschieden | ausgeschieden | 12     |
| Helena Rosendahl Bach                                                                                       | 400 m Freistil             | 4:15,71 min  | 12      | ausgeschieden | ausgeschieden | ausgeschieden | ausgeschieden | 12     |
| Helena Rosendahl Bach                                                                                       | 800 m Freistil             | 8:42,46 min  | 12      | –             | –             | ausgeschieden | ausgeschieden | 12     |
| Helena Rosendahl Bach                                                                                       | 1500 m Freistil            | 16:48,05 min | 10      | –             | –             | ausgeschieden | ausgeschieden | 10     |
| Helena Rosendahl Bach                                                                                       | 200 m Schmetterling        | 2:12,32 min  | 14      | 2:13,14 min   | 12            | ausgeschieden | ausgeschieden | 12     |
| Thea Blomsterberg                                                                                           | 50 m Brust                 | 33,74 s      | 43      | ausgeschieden | ausgeschieden | ausgeschieden | ausgeschieden | 43     |
| Thea Blomsterberg                                                                                           | 100 m Brust                | 1:09,91 min  | 34      | ausgeschieden | ausgeschieden | ausgeschieden | ausgeschieden | 34     |
| Thea Blomsterberg                                                                                           | 200 m Brust                | 2:25,98 min  | 2       | 2:27,29 min   | 12            | ausgeschieden | ausgeschieden | 12     |
| Rikke Møller Pedersen                                                                                       | 50 m Brust                 | 31,44 s      | 17      | 31,70 s       | 16            | ausgeschieden | ausgeschieden | 16     |
| Rikke Møller Pedersen                                                                                       | 100 m Brust                | 1:07,90 min  | 9       | 1:07,86 min   | 11            | ausgeschieden | ausgeschieden | 11     |
| Rikke Møller Pedersen                                                                                       | 200 m Brust                | 2:25,73 min  | 1       | 2:24,56 min   | 4             | 2:24,73 min   | 5             | 5      |
| Matilde Schrøder                                                                                            | 50 m Brust                 | 31,32 s      | 14      | 31,55 s       | 14            | ausgeschieden | ausgeschieden | 14     |
| Matilde Schrøder                                                                                            | 100 m Brust                | 1:08,53 min  | 15      | 1:08,66 min   | 16            | ausgeschieden | ausgeschieden | 16     |
| Anna Wermuth                                                                                                | 50 m Brust                 | 32,26 s      | 27      | ausgeschieden | ausgeschieden | ausgeschieden | ausgeschieden | 27     |
| Anna Wermuth                                                                                                | 100 m Brust                | 1:08,93 min  | 22      | ausgeschieden | ausgeschieden | ausgeschieden | ausgeschieden | 22     |
| Anna Wermuth                                                                                                | 200 m Brust                | 2:27,78 min  | 12      | ausgeschieden | ausgeschieden | ausgeschieden | ausgeschieden | 16     |
| Victoria Bierre                                                                                             | 50 m Rücken                | 29,04 s      | 26      | ausgeschieden | ausgeschieden | ausgeschieden | ausgeschieden | 26     |
| Victoria Bierre                                                                                             | 100 m Rücken               | 1:02,55 min  | 30      | ausgeschieden | ausgeschieden | ausgeschieden | ausgeschieden | 30     |
| Victoria Bierre                                                                                             | 200 m Rücken               | 2:16,75 min  | 22      | ausgeschieden | ausgeschieden | ausgeschieden | ausgeschieden | 22     |
| Mie Østergaard Nielsen                                                                                      | 50 m Rücken                | 27,97 s      | 7       | 28,14 s       | 13            | ausgeschieden | ausgeschieden | 13     |
| Mie Østergaard Nielsen                                                                                      | 100 m Rücken               | 59,99 s      | 3       | 59,89 s       | 4             | 59,93 s       | 6             | 6      |
| Emilie Beckmann                                                                                             | 50 m Schmetterling         | 25,72 s      | 2       | 25,86 s       | 4             | 25,72 s       | 2             | Silber |
| Emilie Beckmann                                                                                             | 100 m Schmetterling        | 58,69 s      | 9       | 58,40 s       | 7             | 58,45 s       | 7             | 7      |
| Signe Bro Julie Kepp Jensen Mie Østergaard Nielsen Emily Gantriis (nur Vorlauf) Pernille Blume (nur Finale) | 4 × 100-m-Freistil-Staffel | 3:41,28 min  | 8       | –             | –             | 3:37,03 min   | 3             | Bronze |
| Signe Bro Emily Gantriis Laura Glerup Jensen Maria Grandt (nur Vorlauf) Helena Rosendahl Bach (nur Finale)  | 4 × 200-m-Freistil-Staffel | 8:04,63 min  | 6       | –             | –             | 8:04,43 min   | 7             | 7      |
| Emilie Beckmann Pernille Blume Mie Østergaard Nielsen Rikke Møller Pedersen                                 | 4 × 100-m-Lagen-Staffel    | 3:58,40 min  | 1       | –             | –             | 3:56,69 min   | 2             | Silber |
| Männer |                            |              |         |               |               |               |               |        |
| Tobias Bjerg                                                                                                | 50 m Freistil              | 23,06 s      | 37      | ausgeschieden | ausgeschieden | ausgeschieden | ausgeschieden | 37     |
| Tobias Bjerg                                                                                                | 50 m Brust                 | 27,84 s      | 21      | ausgeschieden | ausgeschieden | ausgeschieden | ausgeschieden | 21     |
| Tobias Bjerg                                                                                                | 100 m Brust                | 1:01,19 min  | 22      | ausgeschieden | ausgeschieden | ausgeschieden | ausgeschieden | 22     |
| Anton Oerskov Ipsen                                                                                         | 800 m Freistil             | 7:54,34 min  | 11      | –             | –             | ausgeschieden | ausgeschieden | 11     |
| Anton Oerskov Ipsen                                                                                         | 1500 m Freistil            | 15:05,86 min | 10      | –             | –             | ausgeschieden | ausgeschieden | 10     |
| Anton Oerskov Ipsen                                                                                         | 400 m Lagen                | 4:19,89 min  | 13      | –             | –             | ausgeschieden | ausgeschieden | 13     |
| Viktor Bromer                                                                                               | 50 m Schmetterling         | DNS          | DNS     | ausgeschieden | ausgeschieden | ausgeschieden | ausgeschieden | –      |
| Viktor Bromer                                                                                               | 100 m Schmetterling        | 52,87 s      | 17      | ausgeschieden | ausgeschieden | ausgeschieden | ausgeschieden | 17     |
| Viktor Bromer                                                                                               | 200 m Schmetterling        | 1:55,90 min  | 4       | 1:55,73 min   | 3             | 1:56,33 min   | 4             | 4      |

### Triathlon
| Athleten                                                    | Wettbewerb | Schwimmen  | Wechsel    | Radfahren | Wechsel    | Laufen     | Gesamtzeit (h) | Rang |
| Athleten                                                    | Wettbewerb | Zeit (min) | Zeit (min) | Zeit (h)  | Zeit (min) | Zeit (min) | Gesamtzeit (h) | Rang |
| ----------------------------------------------------------- | ---------- | ---------- | ---------- | --------- | ---------- | ---------- | -------------- | ---- |
| Männer                                                      |            |            |            |           |            |            |                |      |
| Henrik Klemmensen                                           | Einzel     | 17:43      | 0:54       | 1:19:56   | 0:27       | DNF        | DNF            | –    |
| Andreas Schilling                                           | Einzel     | 17:35      | 0:53       | 1:16:16   | 0:28       | 34:50      | 1:51:34        | 27   |
| Mixed                                                       |            |            |            |           |            |            |                |      |
| Anne Holm Alberte Kjær Pedersen Emil Holm Henrik Klemmensen | Staffel    | –          | –          | –         | –          | –          | 1:16:28        | 5    |

### Turnen
| Athleten                                                                       | Wettbewerb           | Qualifikation | Qualifikation | Finale        | Finale        | Rang |
| Athleten                                                                       | Wettbewerb           | Punkte        | Rang          | Punkte        | Rang          | Rang |
| ------------------------------------------------------------------------------ | -------------------- | ------------- | ------------- | ------------- | ------------- | ---- |
| Frauen                                                                         |                      |               |               |               |               |      |
| Sofia Bjørnholdt Mette Hulgaard Victoria Kajø Linnea Højer Wang Emilie Winther | Mehrkampf Mannschaft | 129,696       | 24            | ausgeschieden | ausgeschieden | 24   |
| Männer                                                                         |                      |               |               |               |               |      |
| Jacob Buus Marcus Frandsen Joao Fuglsig Christian Riisberg Joachim Winther     | Mehrkampf Mannschaft | 212,261       | 26            | ausgeschieden | ausgeschieden | 26   |

## Weblink
- offizielle European Championship Website